# Tenedos serrulatus
Tenedos serrulatus là một loài nhện trong họ Zodariidae.
Loài này thuộc chi Tenedos. Tenedos serrulatus được Rudy Jocqué & Léon Baert miêu tả năm 2002.